# Mário Cravo
Mario Cravo Junior (Salvador, 13 de abril de 1923 — Salvador, 1 de agosto de 2018) foi um escultor, pintor, gravador e desenhista e poeta brasileiro. Faz parte da primeira geração de artistas plásticos modernistas da Bahia, ao lado de Carlos Bastos e Genaro de Carvalho. Em 70 anos de atividade, o premiado artista plástico, realizou inúmeras exposições individuais e coletivas, esculturas em espaços abertos em vários pontos do Brasil, sobretudo em Salvador, e teve suas obras adquiridas por museus  de diferentes países.

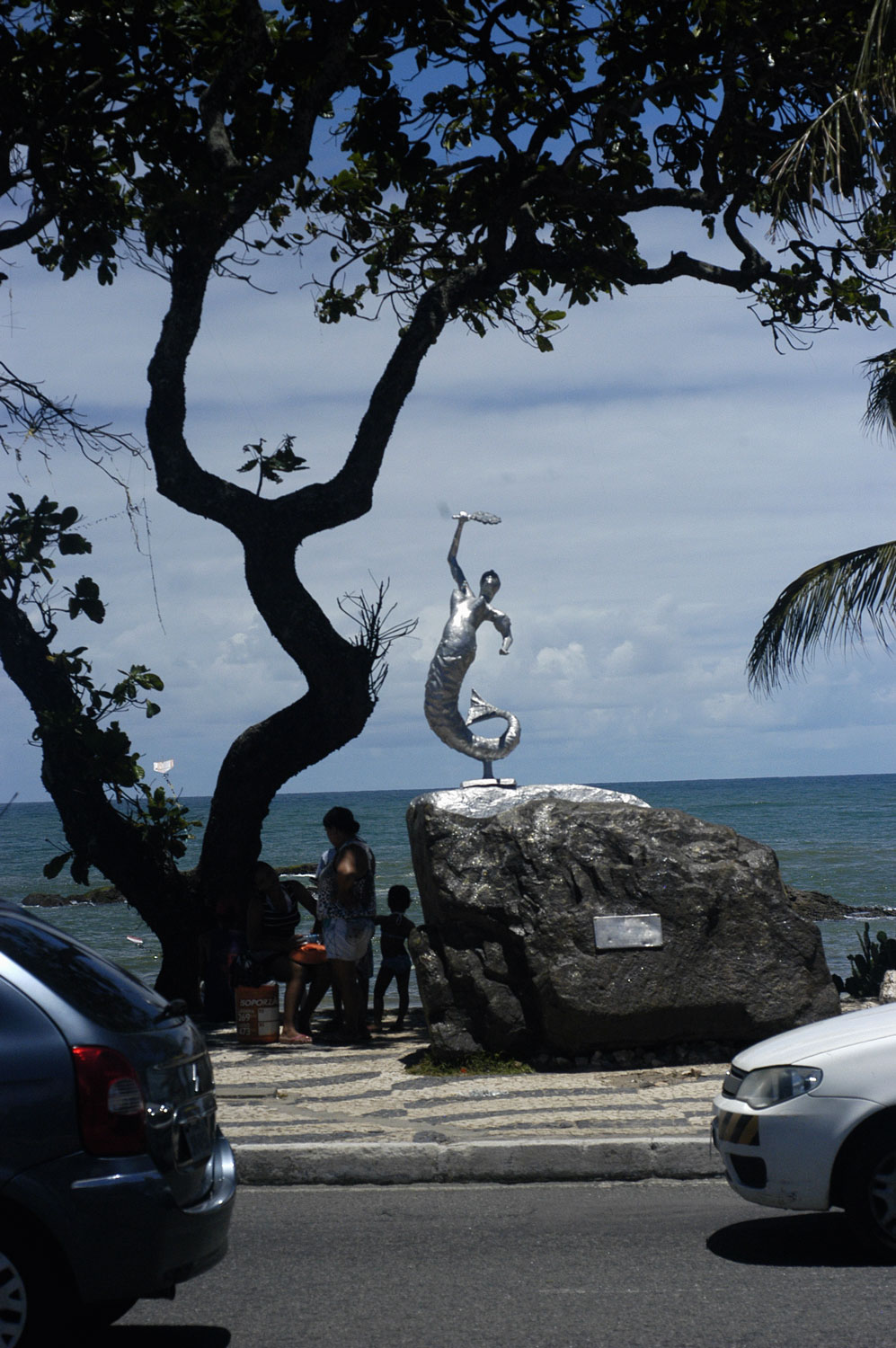
Sereia de Itapuã. Escultura na entrada do bairro

## Vida
Seus pais, Mario da Silva Cravo, um próspero fazendeiro e comerciante, e Marina Jorge Cravo (prima do poeta Castro Alves), moravam em Salvador quando Mario, o primeiro de quatro filhos, nasceu. A família viera de Alagoinhas, numa tentativa de se instalar em Salvador, mas em poucos anos retornou a Alagoinhas pois o pai fora eleito prefeito da cidade. A política esteve presente na vida de seu pai, apesar de ser comerciante e fazendeiro, uma tradição de família. Também escreveu um livro, "Memórias de um homem de boa fé" (1975). Já sua mãe gostava de literatura e poesia, sendo responsável pelos primeiros contatos de Mário com os livros.
Na fase escolar retorna a Salvador para estudar, onde frequenta o Colégio Antônio Vieira. É nesse período que ele descobre sua habilidade para o desenho e seu interesse pela astronomia. Na puberdade, Mario começa a experimentar a argila do Rio Itapicuru, dando-a forma. Nesta mesma época, embora tenha montado um observatório na fazenda que seu pai comprou no interior da Bahia, sua vontade de se tornar um astrônomo foi liquidada pelo fato de saber que teria de estudar engenharia e daí por diante fazer cálculos de maré. Após um período conflituoso entre vocações profissionais, Mario começa a se conscientizar de seu dom artístico. Entre viagens pelo interior da Bahia e o exercício da escultura, a confiança e a decisão de ser tornar um escultor já cresciam dentro dele. Em 1945 casa-se com Lúcia e desta união nascem quatro filhos, o primeiro é Mariozinho, hoje conhecido como Mario Cravo Neto, fotógrafo.

## Obras
Uma de suas características é o monumentalismo, que está presente em sua escultura mais conhecida, a "Fonte da Rampa do Mercado" (1970), localizada na Praça Cairu, Cidade Baixa, Salvador (BA), entre o Mercado Modelo, o Elevador Lacerda e a Igreja de Nossa Senhora da Conceição da Praia. Foi encomendada pelo então Prefeito de Salvador, Antônio Carlos Magalhães. Em fibra de vidro e estrutura metálica. Mede 16 metros de altura; monumento este vítima de incêndio em 21 de dezembro de 2019.

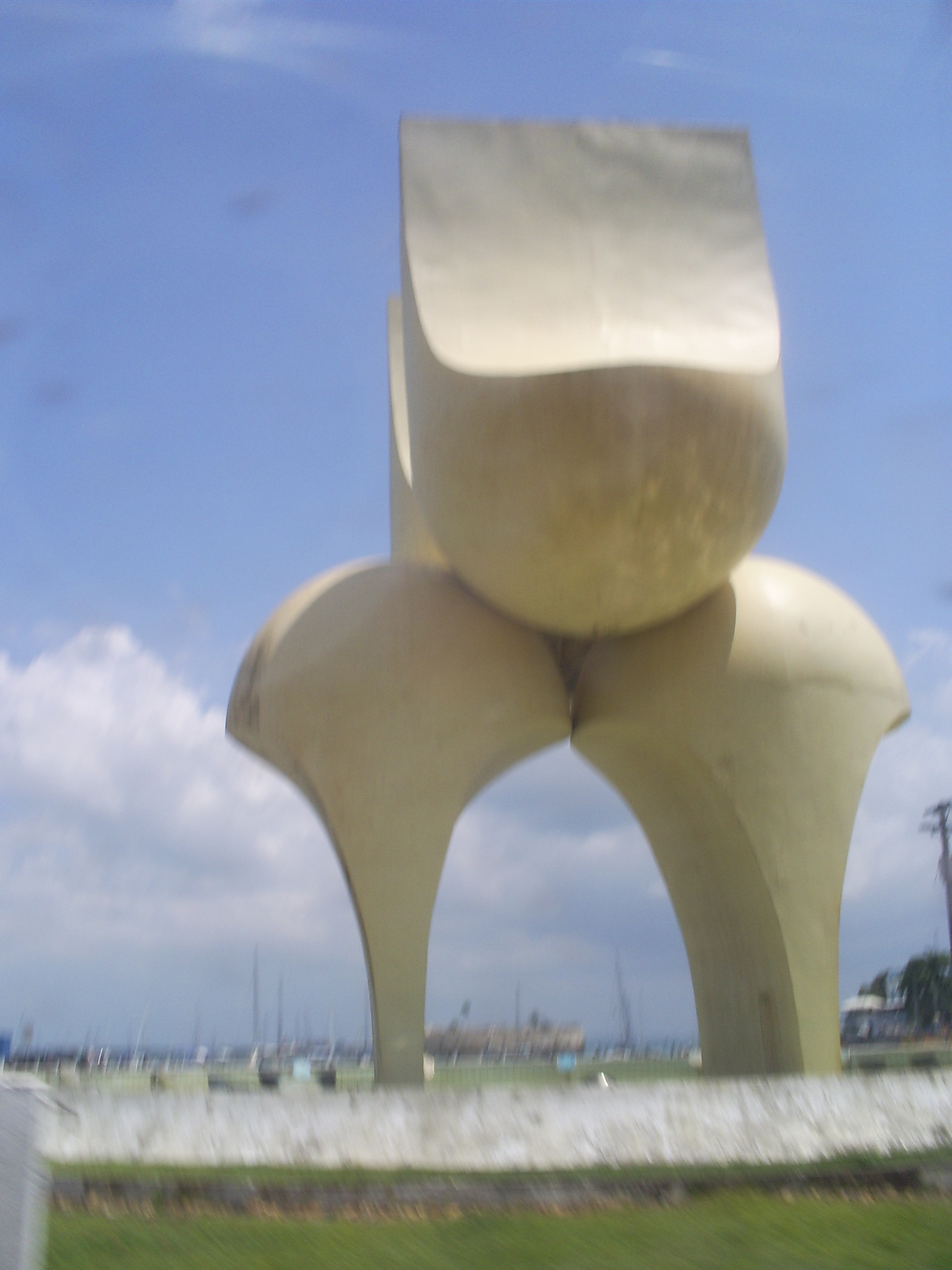
Fonte da Rampa do Mercado no bairro do Comércio.

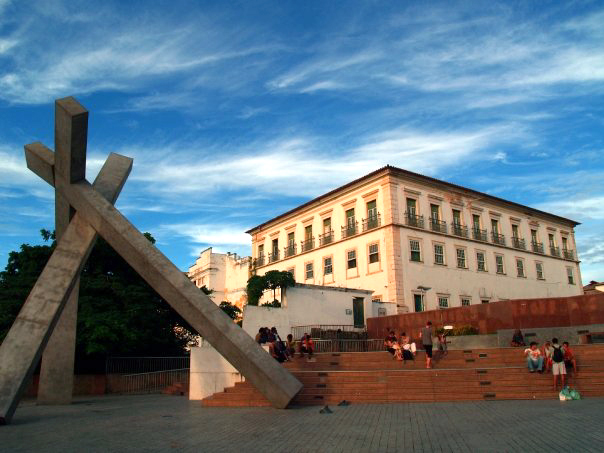
Monumento "Cruz Caída" na Sé de Salvador, ao fundo o Palácio do Arcebispado de Salvador.

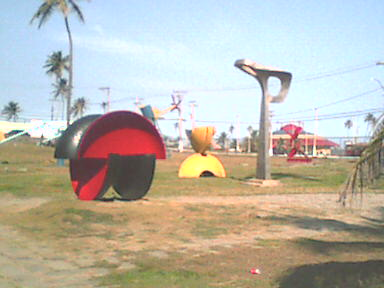
Parque das Esculturas do Espaço Mario Cravo no Parque Metropolitano de Pituaçu.

### Obras em Salvador
- Fonte da Rampa do Mercado ou Monumento à Cidade do Salvador (Praça Cairu), 1972;[6][9] monumento este vítima de incêndio em 21 de dezembro de 2019.[8]
- Portões do Museu de Ciência & Tecnologia da Bahia (Primeiro Museu Interativo da América Latina), em Salvador (Av. Jorge Amado, Imbuí).[nota 1]
- Cruz Caída (Belvedere da Sé), 1999[6][11]
- Memorial a Clériston Andrade (Av. Anita Garibaldi), 1983[6][12]
- Sereia de Itapuã ou Iemanjá (Itapuã), 1958[6][13]
- Orixás - 3 esculturas "Oxalá", "Iemanjá", "Exu" - 6 relevos de orixás na base de "Oxalá" (Jardim da Agência Central dos Correios - Pituba), 1984[6]
- Cruzeiro (Ed. Casa do Comércio - Av. Tancredo Neves)[6]
- 108 esculturas ao ar livre (Parque das Esculturas do Espaço Mario Cravo)[6]
- 7 esculturas ao ar livre (Parque Metropolitano de Pituaçu)[6]
- Tentação de Santo Antônio (SEPLANTEC - CAB)[6]
- Memorial ao Reitor Edgard Santos (Reitoria da UFBA)[6]
- Cabeça de Rui Barbosa (Fórum Ruy Barbosa)[6]
- Crarvore, Antônio Conselheiro,  Alado antropófago (Parque das Esculturas do Museu de Arte Moderna da Bahia - Solar do Unhão)[6]

### Obras no resto da Bahia
- Cristo Crucificado da Serra do Periperi, Vitória da Conquista[6]
- Cruz comemorativa dos 500 anos do descobrimento do Brasil, Porto Seguro[6]
- Energia em expansão no COPEC, Camaçari[6]
- Stela comemorativa e Totem comemorativo na Barragem Pedra do Cavalo, Cachoeira[6]

### Obras no resto do Brasil

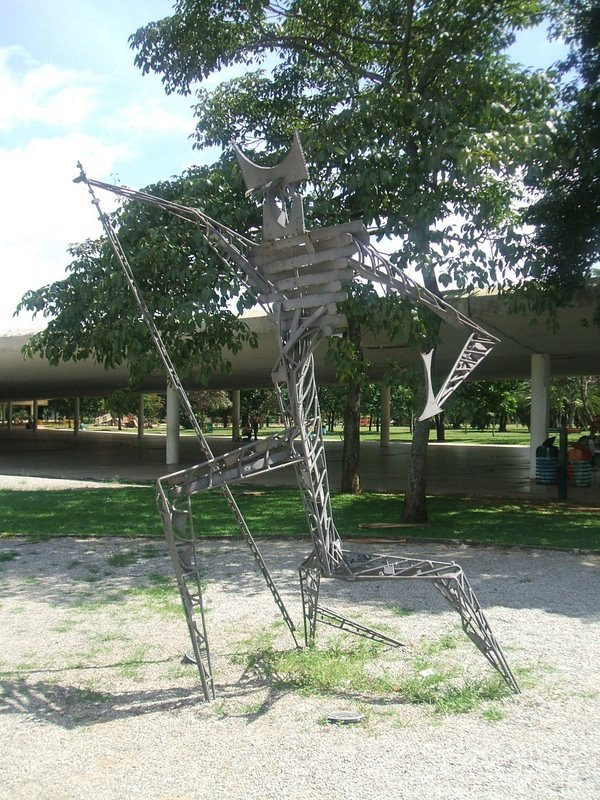
Exu mola de Jeep, no MAM-SP.

- Exu dos Ventos na UFRJ - Campus do Fundão, Rio de Janeiro/RJ[6]Monumento do Cristo Crucificado erguido no alto da Serra do Periperi, em Vitória da Conquista.

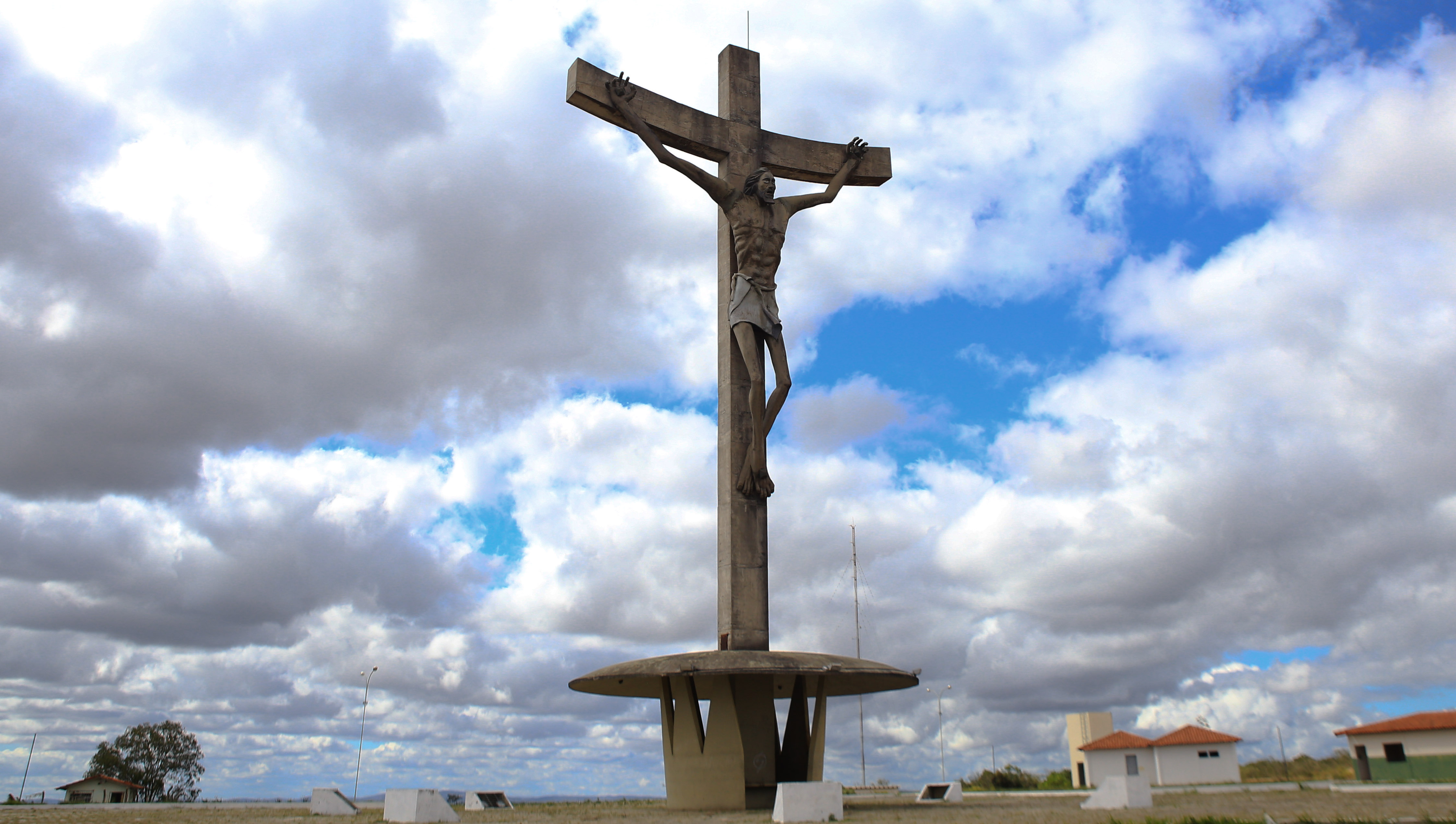
Monumento do Cristo Crucificado erguido no alto da Serra do Periperi, em Vitória da Conquista.

- Exu Mola de Jipe (Jardim de Esculturas do Museu de Arte Moderna de São Paulo), São Paulo/SP[6]
- Tocador de Berimbau, Alado e Broto no Hotel Nacional, Brasília/DF[6]

## Formação
- 1938–1943: Região Nordeste do Brasil - Viagens de interesse artístico pelo interior da Bahia e do Nordeste[carece de fontes?]
- 1945–1946: Salvador - Trabalha no ateliê do santeiro popular Pedro Ferreira, com cedro e jacarandá[carece de fontes?]
- 1945: Rio de Janeiro - Estágio no ateliê de Humberto Cozzo[carece de fontes?]
- 1947–1949: Nova Iorque (Estados Unidos) - Durante seis meses, é aluno especial do escultor de origem iugoslava Ivan Meštrović, na Escola de Belas [carece de fontes?]Artes da Syracuse University. Nesse período tem contatos com Jacques Lipchitz e instala seu ateliê em Greenwich Village, nas proximidades da Washington Square[carece de fontes?]
- 1954: Salvador, Graduação em belas artes na UFBA[carece de fontes?]
- 1964–1965: Berlim (Alemanha) - Como artista convidado, participa do programa Artists in Residence e realiza várias exposições[carece de fontes?]
- 1966: Salvador, Doutor em belas artes pela UFBA[carece de fontes?]